# Fallout (Stargate SG-1)
Fallout (Secuelas) es el decimocuarto episodio de la séptima temporada de la serie de televisión de ciencia ficción Stargate SG-1, y el episodio Nº 146 de toda la serie.

## Trama
Jonas Quinn regresa al SGC para informarles de que hay un problema en Kelowna. Tras meses de investigación con el Naquadriah, han descubierto, que este mineral no existió originalmente en su planeta, sino que los Goa'uld idearon hace años un proceso de reconversión del Naquadah en bruto a Naquadriah, antes de su extracción; y que ese proceso sigue activo hoy en día y podría dar lugar a la destrucción del planeta de Jonas.
Samantha Carter va a Kelowna, donde Jonas le muestra sus descubrimientos y le hace partícipe de su teoría de que el Naquadriah no existe en la naturaleza; y que por eso Anubis sólo supo de su existencia tras leer su mente. Estando allí Carter conoce a la asistente de Jonas, Kianna Cyr, quién le ayuda con las traducciones. La Mayor propone intentar averiguar el método de conversión del mineral, para así poder detenerlo, ante lo que Jonas la informa de que la información hallada en el cristal es incompleta, por lo que deberán buscar por otros medios.
Mientras tanto, el SGC recibe a los tres mayores representantes Lángara (así se llama ahora el planeta a raíz de un dialecto común de las tres naciones, como símbolo de su unión), y les plantea la posibilidad de un reasentamiento limitado en el caso de que no se encontrase solución a tiempo al problema. Los embajadores de Tirania y Andaria no están de acuerdo en un principio, y proponen ayudar a los colonos; hasta que Daniel les hace ver que tras la explosión todo el planeta será inhabitable.
En Kelowna los tres científicos siguen investigando. Cuando Sam les sugiere que quizás el proceso sea más rápido de lo que piensan y no hay empezado tantos años atrás como se creía; un terremoto los sorprende. Tras analizarlo localizan el epicentro en una pequeña bolsa de Naquadriah a 20 km de profundidad, y estiman una explosión del orden de 10⁵ veces cuando el principal yacimiento reviente.
En la Tierra los representantes discuten acerca de ir a un planeta ya habitado o irse cada pueblo por separado a uno deshabitado para evitar las diferencias; mientras O'Neill les pide calma y Daniel les convence de que lo mejor a la hora de salvar vidas es realizar un único reasentamiento en Madronas.
Carter informa a Dreylock de que la causa de esta reacción en cadena, fueron los bombardeos hechos sobre el planeta con partículas subatómicas, que actuaron de catalizadores de la misma. Pero para que esas partículas penetren a tales profundidades, se necesita una elevada potencia: la prueba realizada con la bomba de Naquadriah dos años atrás. Cuando los restantes representantes son informados, se retoman las disputas, hasta que O'Neill acaba enfadándose y Daniel sugiere tomar un tiempo para que se calmen las cosas. Acto seguido O'Neill y Teal'c deciden abandonar las negociaciones.
En otra reunión de los científicos, Samantha Carter propone aprovechar una falla para colocar un potente explosivo y separar los niveles aún no convertidos de Naquadah del resto, para lo cual necesitarán excavar más de 20m de roca viva. Entonces Jonas, lleva a Sam ante una perforadora que construyeron hace años capaz de excavar a grandes profundidades. Dada la poca velocidad de la perforadora, Jonas sugiere hacer uso de los cristales que emplea la Tok'ra en la creación de sus túneles. Posteriormente, mientras Jonas habla con Sam acerca del funcionamiento de la perforadora, Kianna se inyecta algo a espaldas de ellos. Mientras siguen preparando la perforadora, Sam descubre que usa tecnología Goa'uld y llegan a la conclusión de que es obra de Kianna, quien lleva un huésped al Servicio de Baal. Tras destapar el engaño, es detenida. Jonas y sam realizan una simulación con la excavadora, pero no resiste la prueba; por lo que se ven necesitados de Kianna para seguir adelante.
Mientras están excavando, en la Tierra se preocupan de que quizás Baal pueda ir al planeta al no haber recibido noticias de Kianna. Dado que no hay posible solución a ello, deciden seguir con los temas del reasentamiento. En la exacavación van surgiendo algunos problemas, que van solventando con la ayuda de Kianna y Sam, principalmente. Como en el SGC, los tres líderes siguen sin llegar a un acuerdo, O'Neill les informa de que no piensa castigar a los Madronanos con la compañía de esta gente (vamos, que no piensan reasentarlos), por lo que sólo les queda esperar a que Jonas y los demás tengán éxito en su misión.
A falta de un kilómetro para el emplzamiento de la bomba, la perforadora se detiene. La única solución es usar los cristales de la Tok'ra para abrir un angosto túnel por el que una persona podría pasar con la bomba. Dadas las altas temperaturas y la toxicidad de los gases, Kianna se ofrece a ir, para demostrarles que pueden confiar en ella. Tras colocar la bomba, Sam advierte un problema en la perforadora: ésta está perdiendo energía. Kianna les dice que la abandonen pues si la energía baja al 50% no podrán arrancar y moriráń todos; pero Jonas insiste en esperarla.
Poco después la Tierra es informada de una perturbación sísmica tuvo lugar en Kelowna donde se ubicó la bomba, por lo que el planeta está a salvo. Ya en el SGC, Kianna se recupera pues si huésped se sacrifica por ella, y tras ello, retorna con Jonas a su planeta.

## Artistas invitados
- Corin Nemec como Jonas Quinn.
- Emily Holmes como Kianna Cyr.
- Gillian Barber como la Alta Ministro Dreylock.
- Patricia Drake como la Consejera Lucia Tarthus.
- Julian Christopher como el Consejero Vin Eremal.
- Bill Nikolai como Técnico.[3]